# 黑根霉

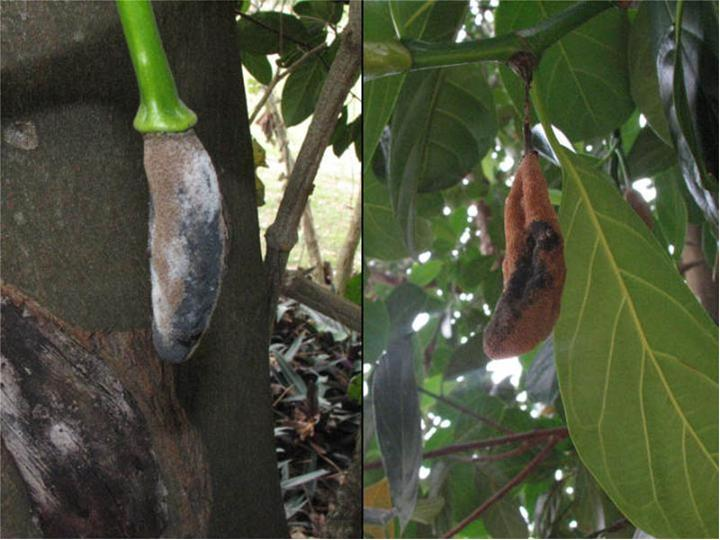
榴莲感染黑根霉时的样子。

黑根霉（学名：Rhizopus stolonifer）又名匍枝根霉，是一种常见的接合菌。会在馒头、面包上形成黑色的毛样霉斑。也可以引起人类的接合菌病或者白土豆的湿霉病。
黑根霉雌雄异体，分为“+”和“-”两种交配型，相遇时可进行有性生殖。环境条件恶劣时，两种交配型菌丝体各长出一短枝，横隔隔离出核，成为为配子囊。交配型不同的配子囊接触并融合，形成二倍体的接合孢子。接合孢子囊成熟后，形成厚壁，进入休眠以抵抗逆境。条件适宜时中止休眠，厚壁破裂，生出菌丝，顶端生孢子囊。孢子囊壁破裂，单倍的“+”、“-”孢子散出，萌发成新的菌丝体。R. stolonifer var. stolonifer生成直的孢子囊，R. stolonifer var. lyococcos生成的是弯的。类似的物种Rhizopus sexualis是雌雄同体的。